# Gikling

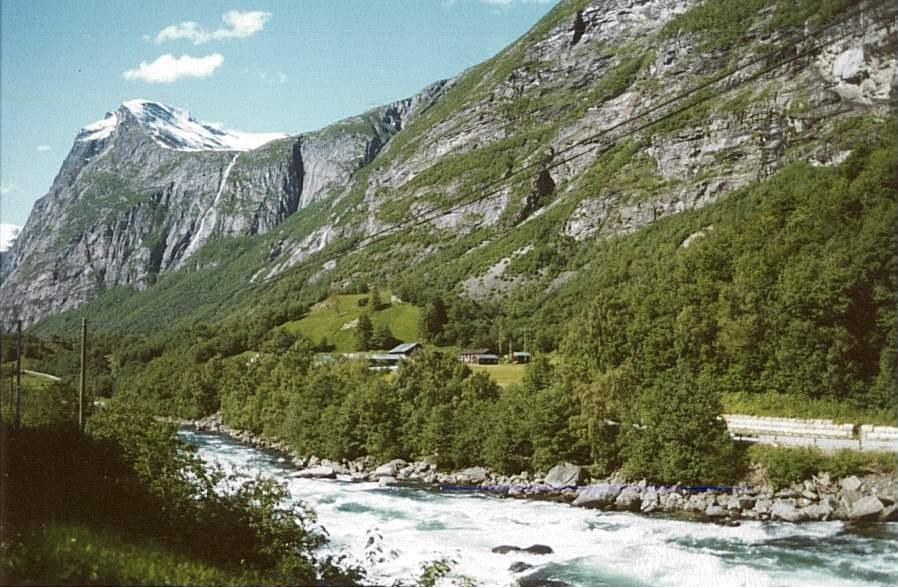

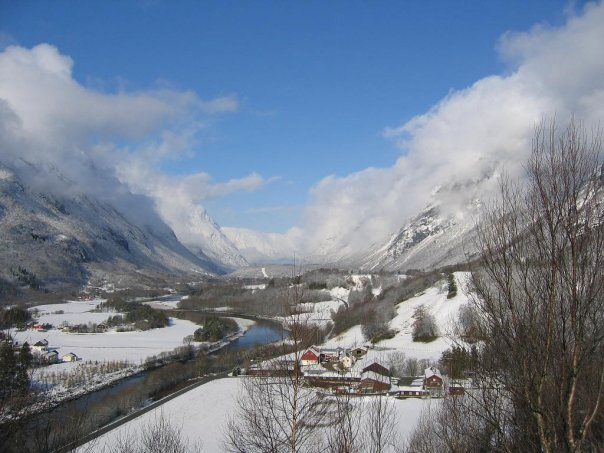

Gikling är en gård i Sunndalen på Nordmøre i Norge och namnet på två släkter som har sitt ursprung i gården.
Namnet tros komma från "Geit" (get) och "klinga" som syftar på den sluttande svängen som vägen gör upp från älven nära gården.
Gården hade under 1700- och 1800-talet ett femtontal mindre gårdar och husmansplatser knutna till sig. Gården hade sommarviste för sina djur i den berömda Innerdalen som nås via branta svängar upp på fjällsidan i Sunndalen och genom Giklingdalen (ca 1000 moh). Idag är denna färdväg en mycket uppskattad turistväg som tar 6-8 timmar. 
Våningshuset på gården är från ca 1630 och flyttades stock för stock till det nuvarande läget eftersom man var rädd för att en eldsvåda skulle sprida sig mellan husen i det gamla gårdstunet.
Till gården hör ca 2 km av den berömda laxälven Driva. Den var under 1960- och 1970-talet rangerat som den näst bästa laxälven i Norge mätt i antal ton fiskad lax.